# 逸然性融
逸然性融（いつねん しょうゆう、1601年8月28日（万暦29年8月1日）- 1668年8月21日（寛文8年7月14日））は、中国明末に日本に渡来した僧である。俗姓は李氏。逸然は字、性融は法諱である。浪雲庵王・煙霞比丘・煙霞道人と号する。
隠元隆琦を日本に招聘し黄檗宗の発展に尽くした。また画僧としても知られ羅漢図・神仙図などの仏画・人物図を得意とした。北宗画風の新様式を伝え長崎漢画の祖（唐絵の祖）とされる。門弟に河村若芝や渡辺秀石らがいる。

## 生涯

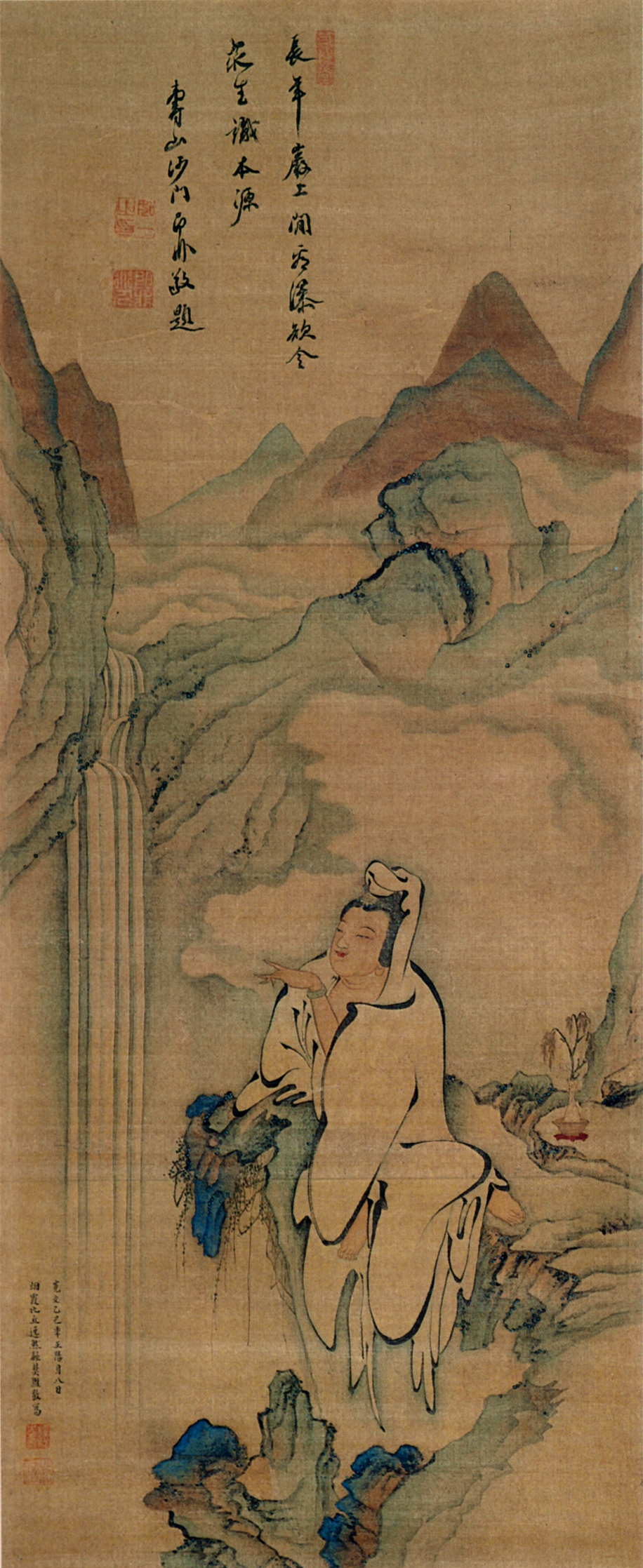
白衣観音観瀑図 即非賛 1665年 長崎歴史文化博物館

1601年（万暦29年）、浙江省杭州府銭塘県に生まれる。
1641年（寛永18年）明末反乱期の動乱を避けて41才の時に商人として貿易のために長崎へ来舶した。1644年（正保元年）、長崎・興福寺の第2代住持黙子如定の許で帰依し仏門に入る。1645年（正保2年）には、黙子が隠退し、第3代住持の座を継承した。
1641年（寛永18年）、黙子如定が住持の隠居所とするため幻寄山房東盧庵を建てる。
1652年（承応元年）、無心性覚の懇願により、隠元隆琦を招請した。結果、4次にわたる招請状の往還の末、1654年（承応3年）7月に、隠元の来日が成った。逸然はこれを慶び以降、引首印に「請法東伝」の語句を刻み書画に捺した。
隠元が渡来すると、逸然は、興福寺の住持を隠元に移譲した上で、自身は監寺と就ったが、翌年、隠元が摂津国の普門寺に移転したため、住持に復帰した。
1656年（明暦2年）、澄一道亮に住持の座を譲り退隠した。
1657年（明暦3年）には、『隠元語録』と『五灯厳統』（費隠通容撰）を板行した。
1658年（万治元年）頃から幻寄山房東盧庵に住み始める。
1668年（寛文8年）7月、東盧庵で没した。享年68。墓所も興福寺後山にある。

## 作品

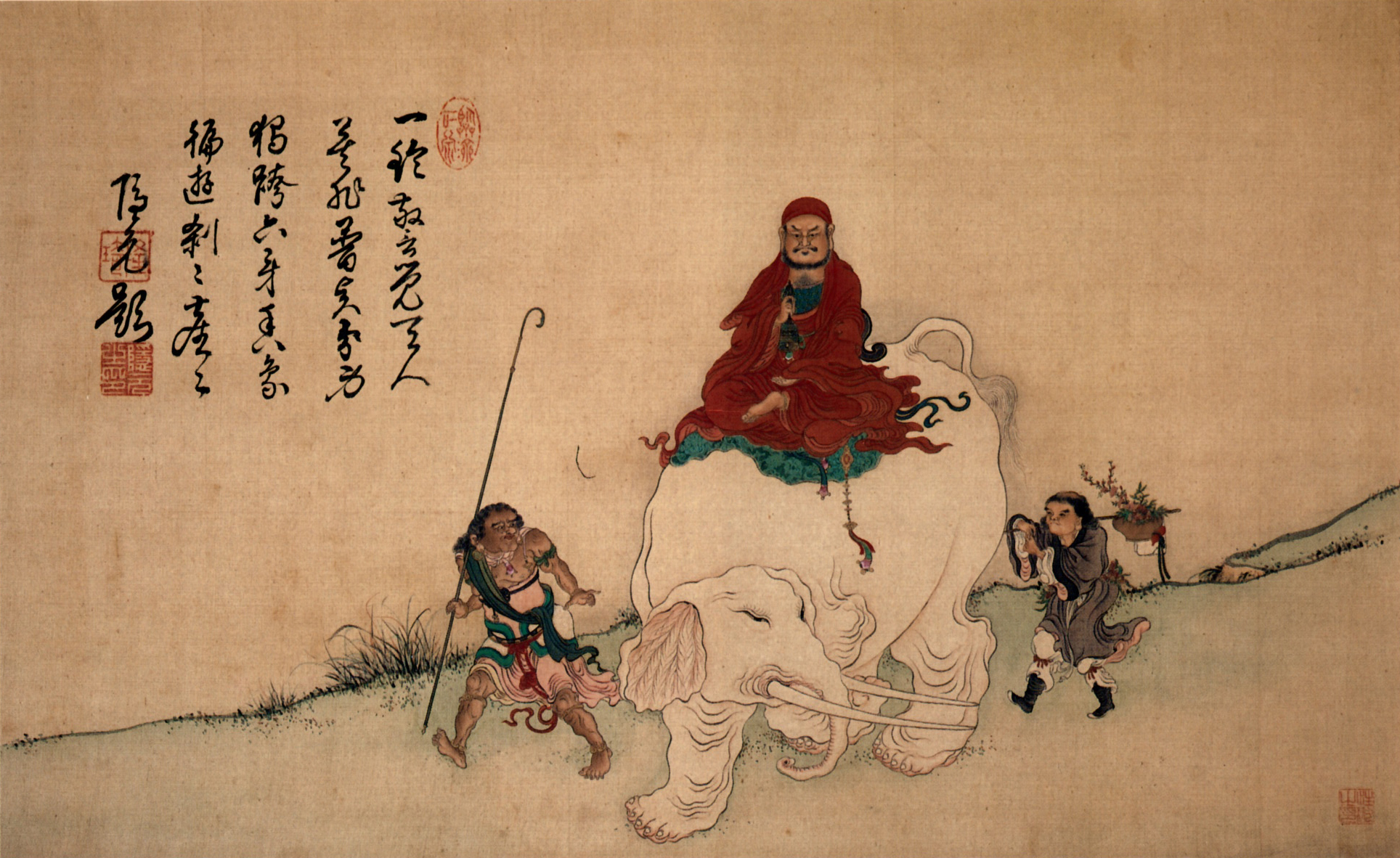
達磨騎象図 隠元賛 絹本着色

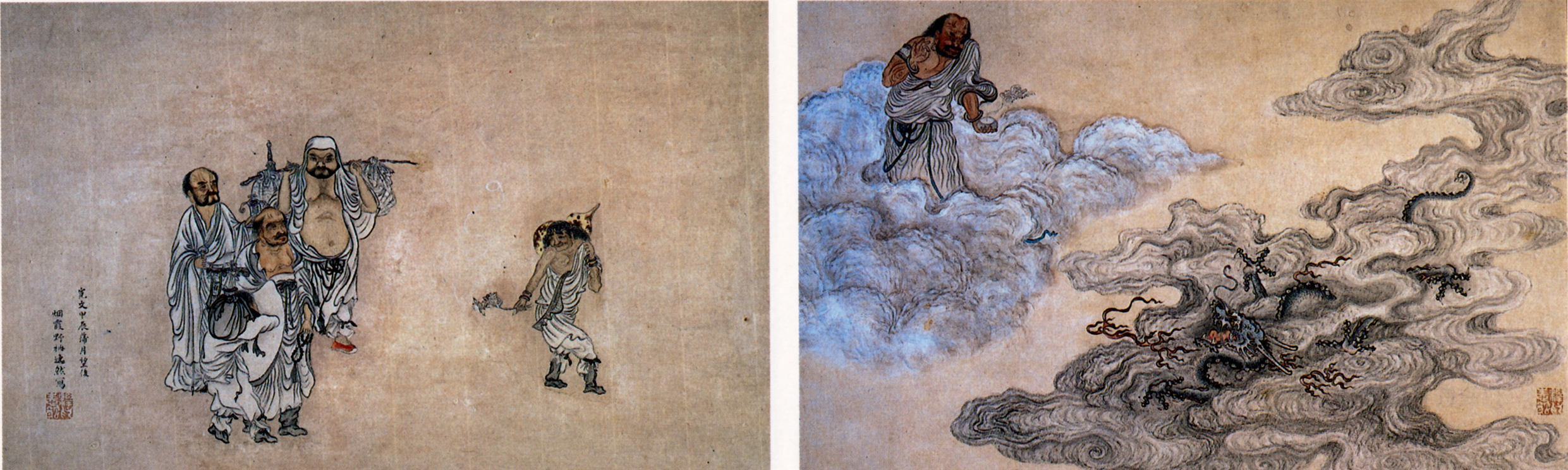
羅漢遊戯図 1664年 紙本着色

- 「巌上観音菩薩像」長崎歴史文化博物館
- 「白衣観世音菩薩観瀑図」1665年　同上
- 「普賢・文殊菩薩像双幅」同上
- 「芦葉達磨図」同上
- 「布袋図」同上
- 「布袋図」1664年　神戸市立博物館
- 「釈迦・普賢・文殊像」崇福寺